# Barbarakirche (Warschau)
Die römisch-katholische Kirche St. Barbara (polnisch Kaplica św. Barbary) in Warschau ist die ehemalige römisch-katholische Grabkapelle des Świętokrzyski-Friedhof. Heute gehört sie zur Gemeinde St. Barbara. Neben ihr wurde die Peter-und-Paul-Kirche gebaut, die ebenfalls von der Gemeinde genutzt wird.

## Geschichte
Die Kirche wurde 1781/1782 als Grabeskapelle des Świętokrzyski-Friedhofs gebaut und bis 1836 als solche genutzt. Der Friedhof wurde in den 1830er Jahren geschlossen und ab 1859 aufgelassen. Die Grabkapelle verfiel, bis sie 1866 zur Pfarrkirche unter dem Patronat der Heiligen Barbara gemacht wurde. 1881 wurde sie ausgebaut, war jedoch weiterhin für die Gemeinde zu klein. Daher wurde in den 1880er Jahren unmittelbar hinter der Barbarakirche die bedeutend größere Peter-und-Paulkirche gebaut. Die Barbarakirche wird weiterhin vor allem für Trauerfeierlichkeiten genutzt.

## Geographische Lage
Die Kirche befindet sich an der südlichen Innenstadt südlich des Kulturpalasts.